# Lex Beels
Hercules Alexander Beels (ur. 16 października 1916 w Heemstede, zm. 12 lipca 2005) – holenderski kierowca wyścigowy. 

## Kariera
Urodził się w 1916 roku w Heemstede, blisko toru Zandvoort. Karierę rozpoczął w 1949 roku, od ścigania się Cooperem Mk III, zajmując trzecie miejsce w Zandvoort za Mossem i Astonem. We wrześniu był drugi w Goodwood, a jego występ doprowadził do zmiany przepisów dotyczących uczestnictwa obcokrajowców w brytyjskich wyścigach.
W 1950 roku zaczął używać własnego samochodu, opartego na Cooperze. Następnie ścigał się w takich krajach, jak RFN (czwarty w AVUS w 1951), Szwajcaria (drugi w Porrentruy w 1952) czy Belgia (drugi w Namur w 1952). Beels zakupił od Billa Whitehouse'a Coopera Mk VI, którym zajął drugie miejsce w Chimay w 1953, a w 1955 był drugi w Orleans i pierwszy w Roskildering. W 1956 roku ścigał się m.in. w NRD, zajmując trzecie miejsce w Halle-Saale i pierwsze w Dessau. Rok później wygrał w Dreźnie. Ponadto w latach 1956–1957 ścigał się bez sukcesów sportowym Maserati 150S. W 1960 roku wziął natomiast udział w jednym wyścigu Włoskiej Formuły Junior.
Był właścicielem zespołu wyścigowego Beels Racing Team.

## Wyniki
| Legenda oznaczeń w tabelach wyników Wyświetl szablon na nowej stronie | Legenda oznaczeń w tabelach wyników Wyświetl szablon na nowej stronie                                                                     |
| Oznaczenie                                                            | Wyjaśnienie |
| --------------------------------------------------------------------- | --- |
| Złoty                                                                 | Zwycięzca lub mistrzostwo |
| Srebrny                                                               | 2. miejsce lub wicemistrzostwo |
| Brązowy                                                               | 3. miejsce lub II wicemistrzostwo |
| Zielony                                                               | Ukończył, punktował (w klasyfikacji generalnej, gdy zdobył co najmniej jeden punkt na przestrzeni sezonu, poza trzema powyższymi opcjami) |
| Niebieski                                                             | Ukończył, nie punktował (w klasyfikacji generalnej, gdy nie zdobył co najmniej jednego punktu na przestrzeni sezonu)                      |
| Czerwony                                                              | Nie zakwalifikował się (NZ) |
| Czerwony                                                              | Nie prekwalifikował się (NPK) |
| Różowy                                                                | Nie ukończył (NU) |
| Różowy                                                                | Niesklasyfikowany (NS) (w klasyfikacji generalnej, gdy nie został sklasyfikowany w żadnym wyścigu sezonu)                                 |
| Czarny                                                                | Zdyskwalifikowany (DK) |
| Czarny                                                                | Wykluczony (WYK/EX) |
| Biały                                                                 | Nie wystartował (NW) |
| Biały                                                                 | Kontuzjowany (K/INJ) |
| Biały                                                                 | Wyścig odwołany (OD/C) |
| Bez koloru                                                            | Został wycofany (WYC/WD) |
| Bez koloru                                                            | Nie przybył (NP/DNA) |
| Bez koloru                                                            | Nie brał udziału w treningach (NT/DNP) |
| Bez koloru                                                            | Nie został zgłoszony (–) |
| Pogrubienie                                                           | Start z pole position |
| Kursywa                                                               | Najszybsze okrążenie wyścigu |
| †                                                                     | Nie ukończył, ale jego rezultat został zaliczony ze względu na przejechanie więcej niż 90% dystansu wyścigu.                              |
| *                                                                     | Sezon w trakcie |
| 1/2/3                                                                 | Punktowana pozycja w sprincie kwalifikacyjnym                                                                                             |
| Lista systemów punktacji Formuły 1                                    | |

### Niemiecka Formuła 3
| Rok  | Zespół            | Samochód | Silnik | Wyniki w poszczególnych eliminacjach | Wyniki w poszczególnych eliminacjach | Wyniki w poszczególnych eliminacjach | Wyniki w poszczególnych eliminacjach | Wyniki w poszczególnych eliminacjach | Pkt. | Msc. |
| ---- | ----------------- | -------- | ------ | ------------------------------------ | ------------------------------------ | ------------------------------------ | ------------------------------------ | ------------------------------------ | ---- | ---- |
| 1951 |                   |          |        |                                      |                                      |                                      |                                      |                                      | 0    | NS   |
| 1951 | Beels Racing Team | Beels    | JAP    | -                                    | -                                    | -                                    | 12                                   | 9                                    | 0    | NS   |
| 1952 |                   |          |        |                                      |                                      |                                      |                                      |                                      | 0    | NS   |
| 1952 | Beels Racing Team | Beels    | JAP    | -                                    | 11                                   | -                                    | ?                                    |                                      | 0    | NS   |

### Wschodnioniemiecka Formuła 3
| Rok  | Zespół            | Samochód   | Silnik | Wyniki w poszczególnych eliminacjach | Wyniki w poszczególnych eliminacjach | Wyniki w poszczególnych eliminacjach | Wyniki w poszczególnych eliminacjach | Wyniki w poszczególnych eliminacjach | Wyniki w poszczególnych eliminacjach | Pkt. | Msc. |
| ---- | ----------------- | ---------- | ------ | ------------------------------------ | ------------------------------------ | ------------------------------------ | ------------------------------------ | ------------------------------------ | ------------------------------------ | ---- | ---- |
| 1956 |                   |            |        |                                      |                                      |                                      |                                      |                                      |                                      | 0    | NS   |
| 1956 | Beels Racing Team | Cooper T42 | Norton | -                                    | 3                                    | -                                    | 1                                    |                                      |                                      | 0    | NS   |
| 1957 |                   |            |        |                                      |                                      |                                      |                                      |                                      |                                      | 0    | NS   |
| 1957 | Beels Racing Team | Cooper T42 | Norton | NU                                   | NU                                   | 2                                    | 1                                    |                                      |                                      | 0    | NS   |
| 1958 |                   |            |        |                                      |                                      |                                      |                                      |                                      |                                      | 0    | NS   |
| 1958 | Beels Racing Team | Cooper T42 | Norton | 3                                    | -                                    | -                                    | -                                    | NU                                   | 1                                    | 0    | NS   |